# Irapuato
Irapuato är en ort i kommunen Irapuato i centrala Mexiko och är belägen i delstaten Guanajuato. Centralorten har cirka 400 000 invånare, med totalt cirka 560 000 invånare i hela kommunen. Irapuato grundades 1589. Namnet kommer den tidigare plats som taraskerna kallade Jiricuato och betyder " plats med låg bebyggelse"
Irapuato ligger mitt i det område som kallas för "Bajío" och är en industristad med bland annat ett raffinaderi och komponenttillverkning till fordonsindustrin. Området är även känt för sina jordgubbsodlingar.